# Metamora (Ohio)
Metamora – wieś w Stanach Zjednoczonych, w stanie Ohio, w hrabstwie Fulton.